# Seikōsha

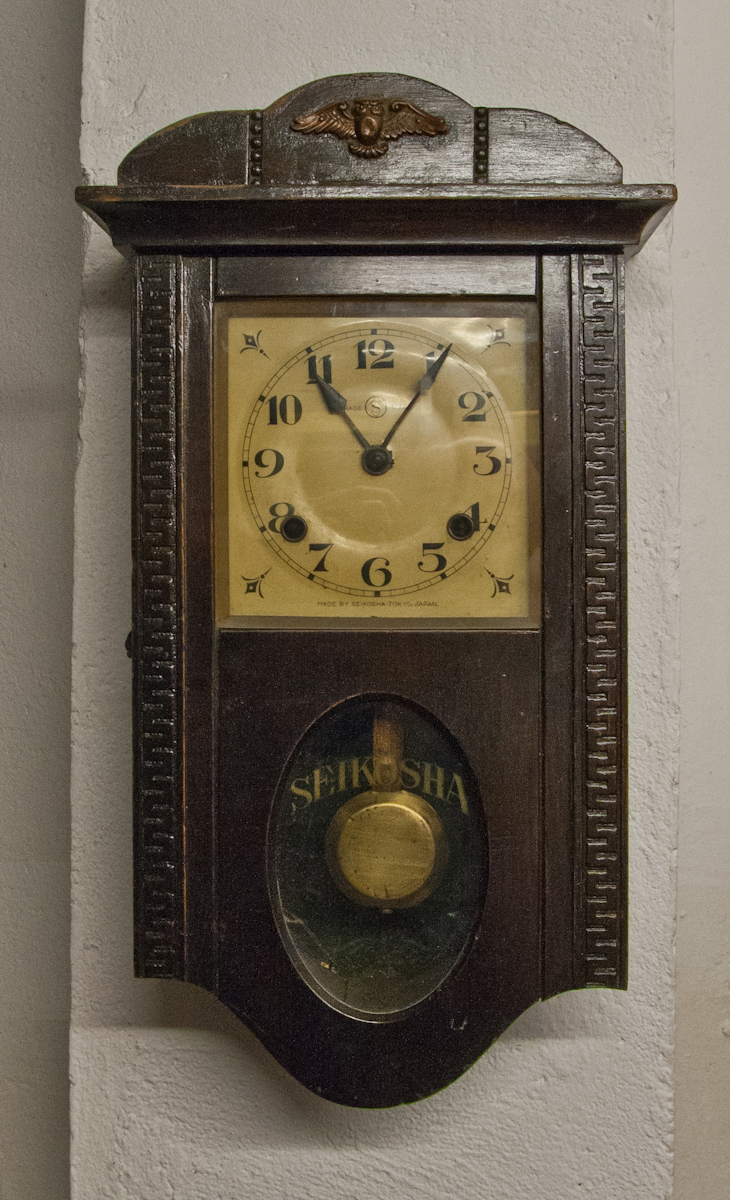
Wanduhr des Herstellers Seikōsha

Seikōsha (jap. 精工舎, wörtlich: „Präzisionsarbeitengebäude“) war eine Tochtergesellschaft des japanischen Unternehmens Seiko, die unter anderem Taktgeber, Uhren und Drucker herstellte. Aus der Seikōsha gingen die Produktionsgesellschaften der Seiko-Gruppe hervor.

## Geschichte
1881 begann Kintarō Hattori mit dem Uhren- und Schmuckgeschäft Hattori Tokeiten (engl. später K. Hattori & Co., Ltd.) in Tokyo. Im Mai 1892 kaufte er zusätzlich in Ishiwara-chō, im früheren Tokioter Stadtbezirk Honjo, eine nicht mehr benutzte Glasfabrik und gründete dort Seikōsha (精工舎, dt. „Präzisionsarbeitengebäude“) für die Herstellung und Produktion von Taktgebern und Wanduhren. Ab 1895 stellte er Taschenuhren, ab 1899 Wecker und schließlich im Jahr 1913 Armbanduhren her. 1917 wurde die Firma als Kabushiki kaisha (engl. K. Hattori & Co., Ltd.) organisiert.
Wichtig für die Firma Seikosha war das Jahr 1937. In diesem Jahr wurde die Uhrenproduktion abgespalten und firmierte in der Folge als K.K. Daini Seikōsha (wörtlich: 2. Seikōsha) (der heutigen Seiko Instruments) Das Unternehmen kooperierte in der Folge mit anderen Uhrenproduzenten, so der 1942 gegründeten Y.K. Daiwa Kōgyō (有限会社大和工業, Yūgen-gaisha Daiwa Kōgyō, engl. Daiwa Kogyo, Ltd.). 1959 fusionierten die beiden Unternehmen zur K.K. Suwa Seikōsha (株式会社諏訪精工舎, Kabushiki kaisha Suwa Seikōsha), dem späteren Epson.
1970 wurde die ursprüngliche Firma Seikōsha von der Firma Hattori Tokeiten abgetrennt und änderte die Rechtsform. Sie firmierte ab diesem Zeitpunkt als K.K. Seikōsha (株式会社精工舎, engl. Seikosha Co., Ltd.). K.K. Seikōsha wurde 1996 in die beiden Unternehmen Seikō Precision K.K. (セイコープレシジョン株式会社, Seikō Pureshijon Kabushiki-gaisha, engl. Seiko Precision Inc.) und Seikō Clock K.K. (セイコークロック株式会社, Seikō Kurokku Kabushiki-gaisha, engl. Seiko Clock Inc.) aufgespalten.